# Meteorus stenostigma
Meteorus stenostigma är en stekelart som beskrevs av Thomson 1895. Meteorus stenostigma ingår i släktet Meteorus och familjen bracksteklar. Arten är reproducerande i Sverige. Inga underarter finns listade i Catalogue of Life.